# تپه تقمر (۲)
تپه تقمر (۲) مربوط به دوره ساسانیان است و در شهرستان شاهرود، بخش بیارجمند، دهستان خوارتوران، ۲۰۰ متری جنوب روستای تقمر واقع شده و این اثر در تاریخ ۳ خرداد ۱۳۸۶ با شمارهٔ ثبت ۱۹۱۸۴ به‌عنوان یکی از آثار ملی ایران به ثبت رسیده است.